# Leptenicodes annulifer
Leptenicodes annulifer är en skalbaggsart som först beskrevs av Fauvel 1906.  Leptenicodes annulifer ingår i släktet Leptenicodes och familjen långhorningar. Inga underarter finns listade i Catalogue of Life.